# Pol (Sprache)
Pol (auch Congo Pol, Pomo, Pori und Pul) ist eine Bantusprache und wird von circa 44.100 Menschen in Kamerun und der Republik Kongo gesprochen.
In Kamerun wird Pol von circa 38.700 Menschen in den Départements Haut-Nyong und Lom-et-Djérem in der Region Est gesprochen. In der Republik Kongo wird sie von circa 5400 Menschen nördlich von Ouésso in der Region Sangha gesprochen.

## Klassifikation
Pol ist eine Nordwest-Bantusprache und bildet mit den Sprachen Kako und Kwakum die Kako-Gruppe, die als Guthrie-Zone A90 klassifiziert wird. 
Sie hat die Dialekte Azom (auch Pori Asom und Asom), Bobili, Dondi, Mambaya und Pori Kinda (auch Kinda).